# Sanitätsdienst der Bundeswehr
Der Sanitätsdienst der Bundeswehr umfasst die sanitätsdienstliche Versorgung in der Bundeswehr und wird ab April 2025 organisatorisch vom Kommando Gesundheitsversorgung der Bundeswehr wahrgenommen; zuvor ab Oktober 2000 vom Zentralen Sanitätsdienst der Bundeswehr (Abk.: ZSanDstBw), wo das Kommando Sanitätsdienst der Bundeswehr (KdoSanDstBw) die dem Bundesministerium der Verteidigung unmittelbar nachgeordnete höhere Kommandobehörde war. Das Sanitätspersonal der Bundeswehr wird als SanPers abgekürzt.

## Geschichte

### Aufbau des Sanitätsdienstes
Am 11. April 1956 wurde in der 89. Sitzung im Ausschuss für Verteidigung des Deutschen Bundestages die Laufbahn der Sanitätsoffiziere in der Bundeswehr (Offizierstatus für Ärzte) festgelegt und es folgte eine Entscheidung für ein in den Streitkräften integriertes Sanitätswesen.
1956 erfolgte die Gründung der Sanitätstruppenschule des Heeres in Degerndorf am Inn. Am 1. Oktober 1956 wurde das Wehrmedizinalamt in Beuel mit zunächst drei Abteilungen aufgestellt. Davon befanden sich jeweils eine Abteilung in Beul, Koblenz und Remagen. Zugleich wurde das Sanitätsbataillon 3 in Bad Eilsen (zur 3. Panzerdivision und das Sanitätsbataillon 5 in Degerndorf am Inn zur 5. Panzerdivision)aufgestellt. Das Sanitätsbataillon 3 wird 1957 in Sanitätsbataillon 1 umbenannt und der 1. Panzerdivision zugeordnet.
1957 entstanden die ersten „Bundeswehrlazarette“ zur medizinischen Versorgung der Soldaten der damals noch jungen Bundeswehr in Detmold, Gießen, Glückstadt, Hamm, Kempten (Allgäu) und Koblenz. Die Lazarette behandelten grundsätzlich nur Soldaten, nur in Notfällen oder auf Weisung des Bundesministers der Verteidigung konnten auch zivile Patienten versorgt werden. Die Lazarette wurden anhand der Bettenzahl grob in drei Kategorien (200-/400-/600-Betten-Häuser) unterteilt. In Wittlich wurde das Sanitätshauptdepot errichtet. Außerdem gab es drei fliegerärztliche Untersuchungsstellen u. a. in Hannover und Hamburg.
Im Mai 1957 verlegte die Sanitätstruppenschule des Heeres von Degerndorf am Inn in die Luitpoldkaserne nach München. Zugleich mit einer Umbenennung in „Sanitätsschule der Bundeswehr“. Am 10. Juli 1957 erfolgte die Festlegung des Offiziersstatus für Apotheker, Lebensmittelchemiker, Tierärzte und Zahnärzte. 1957 wurde aus der Abteilung II des Wehrmedizinalamts auch das Institut für Wehrmedizinalstatistik und Berichtswesen (WehrMedStatInstBw) gegründet und war dem Wehrmedizinalamt unterstellt.
Mitte 1957 ging aus der Unterabteilung IV der Abteilung Streitkräfte beim Bundesministerium der Verteidigung die Inspektion des Sanitäts- und Gesundheitswesens (InspSan) hervor. Am 24. August 1957 mit Wirkung vom 2. September 1957 wurde Generalarzt Theodor Joedicke als erster Inspekteur des Sanitäts- und Gesundheitswesens (InspSan) der Bundeswehr ernannt. Ab 1958 war der Inspekteur des Fachdienstes oberster Fachvorgesetzter im Sanitätswesen mit Inspektionsrecht für die direkt unterstellten Zentralen Sanitätsdienststellen der Bundeswehr.
1958 wurde das Bundeswehrlazarett in Amberg und Hamburg-Wandsbek eröffnet. 1959 erfolgte die Aufstellung des Bundeswehrlazaretts in Bad Zwischenahn. Zu den weiteren Einrichtungen die ab 1959 aufgestellt wurden gehörten: das Flugmedizinische Institut der Luftwaffe (FlMedInstLw) in Fürstenfeldbruck, das Uboot- und Taucherphysiologische Institut der Marine (UTPIM) in Kronshagen, sechs Chemische Untersuchungsstellen (davon eine in München), drei Hygienisch-medizinische Untersuchungsstellen, eine Veterinärmedizinische Untersuchungsstelle in München, sieben Sanitätsdepots, 291 Sanitätsbereiche, 44 Zahnstationen und sechs Röntgenbildschirmtrupps.

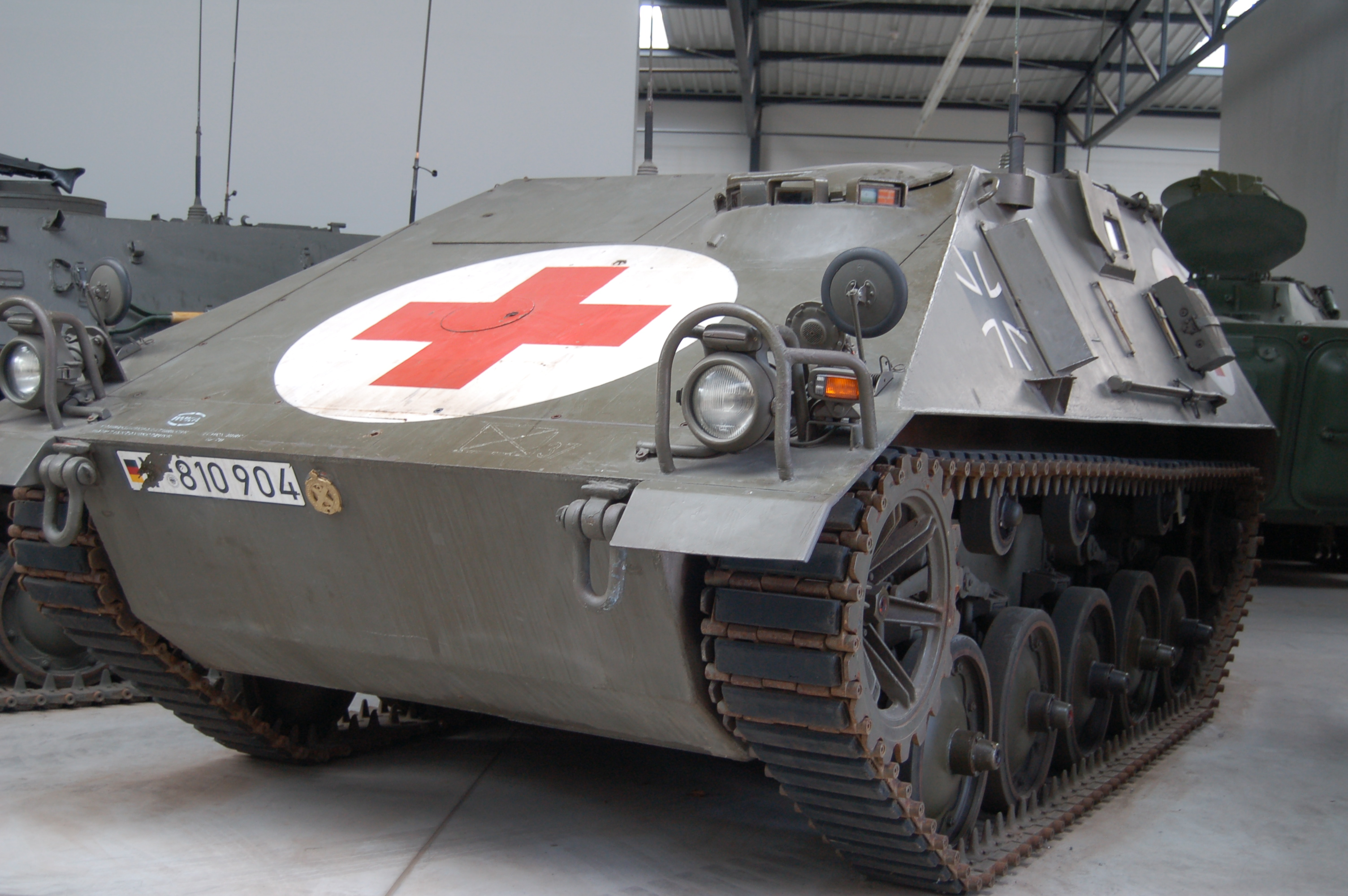
Schützenpanzer (kurz) / Krankenkraftwagen gepanzert (KrKwGep)

Nach dem Erdbeben von Agadir 1960 verlegt das Sanitätsbataillon 5 mit rund 100 Soldaten im März 1960 nach Agadir, Marokko und leistete zusammen mit weiteren Bundeswehrkräften Hilfe vor Ort. Es ist der erste Auslandseinsatz der Bundeswehr.
In Kronshagen öffnete 1961 und in Wildbad im Schwarzwald 1962 ein weiteres Bundeswehrlazarett.

### Konsolidierungen
Im August 1963 bildete sich ein Wissenschaftlicher Beirat für das Sanitäts- und Gesundheitswesens beim Bundesministerium für Verteidigung. Am 29. Oktober 1963 wurde die Sanitätsschule der Bundeswehr in Akademie des Sanitäts- und Gesundheitswesens der Bundeswehr (SanAkBw) umbenannt.
Am 1. Februar 1965 folgte die Umbenennung des Wehrmedizinalamtes in Sanitätsamt der Bundeswehr (SanABw). Als Kommandobehörde war es für Grundsatzangelegenheiten des Sanitäts- und Gesundheitswesens in den Streitkräften zuständig und wurde dem Inspekteur des Sanitäts- und Gesundheitswesens unmittelbar unterstellt. Die Abteilung III wurde in das Institut für Wehrmedizin und Hygiene überführt. Aus der Chemischen Untersuchungsstelle im früheren Wehrbereich VI entstand das Institut für Wehrpharmazie und Lebensmittelchemie.
Zum 1. April 1965 wurde die Chemischen Untersuchungsstellen in das Institut für Wehrpharmazie und Lebensmittelchemie mit den Abteilungen Pharmazie, Lebensmittelchemie und Toxikologie umgegliedert. Zudem erfolgte die Gründung des Instituts für Pharmakologie und Toxikologie der Bundeswehr (InstPharmToxBw) in Garching bei München.
Das Institut für Wehrmedizinalstatistik und Berichtswesen wurde ab Februar 1965 ein eigenständiges Institut geführt.
Ab Juli 1965 wurde die 2 Kompanie des gemischten Sanitätslehrbataillons 865 mit der Versorgung der Allied Command Europe Mobile Forces (AMF) betraut.
Die Laufbahnen der Sanitätsoffiziere und Sanitätsoffizier-Anwärter wurden 1965 erweitert.
1966 wird die Laborgruppe Mikrobiologie an der Sanitätstruppenschule der Bundeswehr gegründet.
Im Januar 1968 folgte die Unterstellung der Bundeswehrlazarette sowie der Medizinischen, Chemischen und Veterinär-Untersuchungsstellen zum Sanitätsamt der Bundeswehr (SanABw).

Verbandsabzeichen der Zentralen Sanitätsdienststellen der Bundeswehr

Im März 1970 wurde der militärische Organisationsbereich Zentrale Sanitätsdienststellen der Bundeswehr (ZSanDBw) aus den teilstreitkraftübergreifenden Sanitätseinrichtungen der Bundeswehr geschaffen: aus dem Sanitätsamt der Bundeswehr (SanABw) und der Akademie des Sanitäts- und Gesundheitswesens der Bundeswehr (SanAkBw) sowie der Zusammenfassung der Institute und Sanitätsdienstlichen Untersuchungsstellen zum Zentralen Institut des Sanitätsdienstes der Bundeswehr (ZInstSanBw).
Die Bundeswehrlazarette wurden in Bundeswehrkrankenhäuser (BwKrhs) umbenannt und öffneten sich 1970 zudem auch für zivile Patienten und standen ohne Einschränkung zur Verfügung. Dies diente der so möglichen In-Übunghaltung der Ärzte bei der Behandlung von Krankheiten und Verletzungen, die unter Bundeswehrsoldaten nur selten vorkommen.
Am 1. Oktober 1970 erfolgte die Umbenennung des Zentrallazaretts der Bundeswehr in Bundeswehrzentralkrankenhaus Koblenz.

### Ausbau des Sanitätsdienstes
Am 19. Februar 1975 stimmte das Bundeskabinett der Regierung Helmut Schmidt dem Vorschlag des damaligen Verteidigungsministers Georg Leber zu, approbierte Ärztinnen, Zahnärztinnen, Tierärztinnen und Apothekerinnen als Sanitätsoffiziere in der Bundeswehr einzustellen. Nach Änderung des Soldatengesetzes und der Wehrdisziplinarordnung traten am 1. Oktober 1975 die ersten fünf weiblichen Sanitätsoffiziere ihren Dienst an.
1975 begann zudem der Truppenversuch „Sanitätsmodell“ einen gemeinsamen Sanitätsdienst in der Bundeswehr und für eine raumdeckende sanitätsdienstliche Versorgung.
Ab 1976 nutzt die Bundeswehr auch das einzige atomsichere Sanitätshauptdepot im Isteiner Klotz bei Efringen-Kirchen.
Im Dezember 1976 leistete die 2. Kompanie des Sanitätslehrbataillons 865 bei Muradiye in der Türkei Hilfe nach einem schweren Erdbeben bei Çaldıran. Nach zwei Tagen wurde die Kompanie zur Versorgung Verletzter an ein Krankenhaus in der Nähe des Flughafens Ferit Melen angegliedert.
Im Oktober 1977 wurde im Bundeswehrkrankenhaus Geißen die erste staatlich anerkannte Krankenpflegerschule der Bundeswehr eröffnet.

### Neuordnung des Zentralen Sanitätsdienstes
Ab April 1979 erfolgte eine ortsansässige Struktur und Aufstellung von 100 Sanitätszentren im Heer, 35 Sanitätszentren bei der Luftwaffe und Marine und 64 Facharztgruppen in 29 Bundeswehrstandorten.
Nach dem Erdbeben von Irpinia 1980 verlegte des Sanitätslehrbataillon 865 in die Krisenregion.
Ab Oktober 1983 wurden auch Sanitätsoffiziere am Generalstablehrgang bzw. Admiralsstablehrgang zugelassen.
Alle bisherigen Sanitätsmaterialversorgungseinrichtungen erhielten ab Dezember 1983 den Status von Bundeswehrapotheken.
Im Juli 1984 erfolgte die Umgliederung der Akademie des Sanitäts- und Gesundheitswesens der Bundeswehr und der Einrichtung von drei Instituten in München: Instituts für Mikrobiologie der Bundeswehr (InstMikroBioBw), Institut für Radiobiologie der Bundeswehr (InstRadBioBw) und Institut für Pharmakologie und Toxikologie der Bundeswehr (InstPharmToxBw).
Ab 1985 erfolgte die Zulassung aller Berufssanitätsoffiziere am Grundlehrgang der Fortbildungsstufe C.
Im Juni 1989 erfolgte die Einstellung der ersten weiblichen Sanitätsoffizier-Anwärter mit der Möglichkeit auch an zivilen Universitäten Humanmedizin, Zahnmedizin, Tiermedizin oder Pharmazie zu studieren und während des Studiums bereits besoldet zu werden. Die Obergrenze von jährlich rund 50 Einstellungen wurde 1992 aufgehoben.
Nach dem Manjil-Rudbar-Beben mit einer Stärke von 7,7 in den betroffenen iranischen Provinzen Gilan und Zandschan erfolgte am 24. Juni 1990 die Verlegung der 2. Kompanie des Sanitätslehrbataillons 851 (AMF) mit 61 Soldaten von München nach Teheran, Iran. Ein Feldlazarett wird am 25. Juni 1990 von der Bundesluftwaffe mit acht C-160 Transall-Transportmaschinen nach Teheran geflogen. Eine Landung auf dem Flughafen Rascht (RAS) war nicht möglich. Der Weitertransport in das ca. 300 km entfernte Erdbebengebiet erfolgte mit iranischen Lkw auf dem Landwege. Innerhalb von zwei Wochen wurden im Feldlazarett nahe ca. 3.700 Patienten behandelt. Das Feldlazarett wurde nach drei Wochen und insgesamt 3960 Behandlungen und zehn Operationen den iranischen Gesundheitsbehörden überlassen.

### Nach der Deutschen Wiedervereinigung
Mit der Wiedervereinigung Deutschlands wurden am 3. Oktober 1990 auch die Soldaten des Sanitätsdienstes der Nationalen Volksarmee (NVA) in die Bundeswehr übernommen, darunter 394 Sanitätsoffiziere. Die Militärmedizinische Akademie Bad Saarow der NVA wurde 1990 in ein Bundeswehrkrankenhaus und 1991 in das zivile Klinikum Bad Saarow umgewandelt.
Im Januar 1991 erfolgte die Öffnung der Laufbahngruppen für Mannschaften und Unteroffiziere im Sanitäts- und Militärmusikdienst für Frauen. Die Bundeswehrkrankenhäuser in Berlin und Leipzig wurden im April 1991 dem Sanitätsamt (SanABw) unterstellt. Das Bundeswehrkrankenhaus Berlin war bis 1990 das Lazarett Berlin-Mitte der Nationalen Volksarmee.
Von November 1991 bis März 1992 hatte eine Gruppe von Sanitätsoffizieren und Sanitätsunteroffizieren zunächst an der Vorausmission United Nations Advance Mission in Cambodia (UNAMIC) in Kambodscha teilgenommen, um das UN-Personal medizinisch zu betreuen und die sanitätsdienstliche Versorgung der nachfolgenden UNTAC-Mission vorzubereiten.
Am 8. April 1992 beschloss die deutsche Bundesregierung aufgrund einer Bitte des Generalsekretärs der Vereinten Nationen Boutros Boutros-Ghali, eine Beteiligung an der Folgemission United Nations Transitional Authority in Cambodia (UNTAC). Die Aufbauten zu einem Feldlazarett begannen am 22. Mai 1992. Hierfür mussten mehr als 350 Tonnen Material von Deutschland nach Kambodscha transportiert werden, bis das mit dem Betrieb des UNTAC Field Hospital (GE) mit rund 60 Betten am 8. Juni 1992 in Phnom Penh der klinischen Betrieb mit 130 Soldaten unter der Leitung eines Sanitätsstabsoffizieres aufgenommen werden konnte. Das Deutsche Feldhospital verfügte über zwei Bettenstationen, eine Isolierstation sowie eine Intensivstation und sieben fachärztliche Abteilungen. Weiterhin betrieb das deutsche Kontingent ein Medical Center in Phnom Penh zur Versorgung des in der Hauptstadt eingesetzten UN-Personals. Die Versorgung der kambodschanischen Bevölkerung – zunächst nur als Ausnahme vorgesehen – wurde zum Schwerpunkt des humanitären Einsatzes der Bundeswehr in Kambodscha. Bereits nach kurzer Zeit wurde das Hospital von der einheimischen Bevölkerung „Haus der Engel“ genannt. Am 31. Oktober 1993 wurde das Feldhospital geschlossen. Im stationären Bereich wurden in 17 Monaten 3.489 Patienten und im Ambulanzbereich 95.409 Patienten behandelt. Am 14. Oktober 1993 kurz vor Missionsende wurde der Feldwebel Alexander Arndt ermordet.
Im April 1993 erlässt der Inspekteur des Sanitätsdienstes Gunter Desch eine „Fachliche Leitlinie zur sanitätsdienstlichen Versorgung von Verbänden der Bundeswehr außerhalb der Bundesrepublik Deutschland“, die vorsieht den fachlichen Standard in Deutschland auch im Auslandseinsatz zu entsprechen.
Im Mai 1993 wurde eine Sanitätskompanie mit bis zu 120 Soldaten zum ersten Kontingent des Deutschen Unterstützungsverbandes Somalia (DtUstgVbd Somalia) im Rahmen der United Nations Operation in Somalia II (UNOSOM II) nach Beledweyne verlegt. In einem Feldlazarett wurden auch zur humanitären Hilfe über 17.000 einheimische Patienten medizinisch behandelt.
1993 wurde das Bundeswehrkrankenhaus Detmold und das in Osnabrück geschlossen. 1994 folgte die Auflösung der Bundeswehrkrankenhäuser in München und Wildbad. Damit erfolgte eine Reduzierung auf zehn Bundeswehrkrankenhäuser. Gleichzeitig wurde beschlossen rund 13 Facharztzentren als Außenstellen der verbliebenen Bundeswehrkrankenhäuser zu schaffen. Im Dezember 1995 eröffnete das Herzchirurgische Zentrum im Bundeswehrzentralkrankenhaus Koblenz.

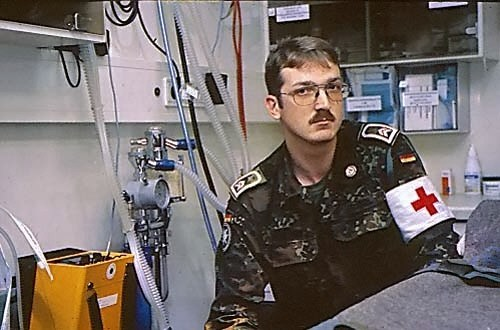
Soldat der NATO Implementation Force (IFOR) in Kroatien 1995

Während des Einsatzes im Rahmen der von der NATO geführten Implementation Force (IFOR) und des deutschen Kontingents GECONIFOR (L) (GErman CONtingent Implementation FORce (Land)) wurde 1996 in Trogir in Kroatien ein Feldlazarett mit zunächst 50 und ab 1996 mit 100 Betten aufgestellt und leistete rund 10.925 ambulante und 2.046 stationäre Behandlungen von Patienten aus 58 Nationen.
1996 waren insgesamt 2.849 Frauen im Sanitätsdienst tätig.
1997 wurde das Bundeswehrkrankenhaus Gießen geschlossen. Im gleichen Jahr erfolgte die Aufstellung der Sanitätsakademie der Bundeswehr (SanAkBw) i in München, die aus der Akademie des Sanitäts- und Gesundheitswesens der Bundeswehr hervorging. Die Überwachungsinstitute wurden aufgelöst und es folgte die Gründung von vier Instituten des Zentralen Institut des Sanitätsdienstes der Bundeswehr (ZInstSanBw).

### Bundeswehrreform und Neustrukturierung

Wappen des Führungsstabes des Sanitätsdienstes (2002–2012)

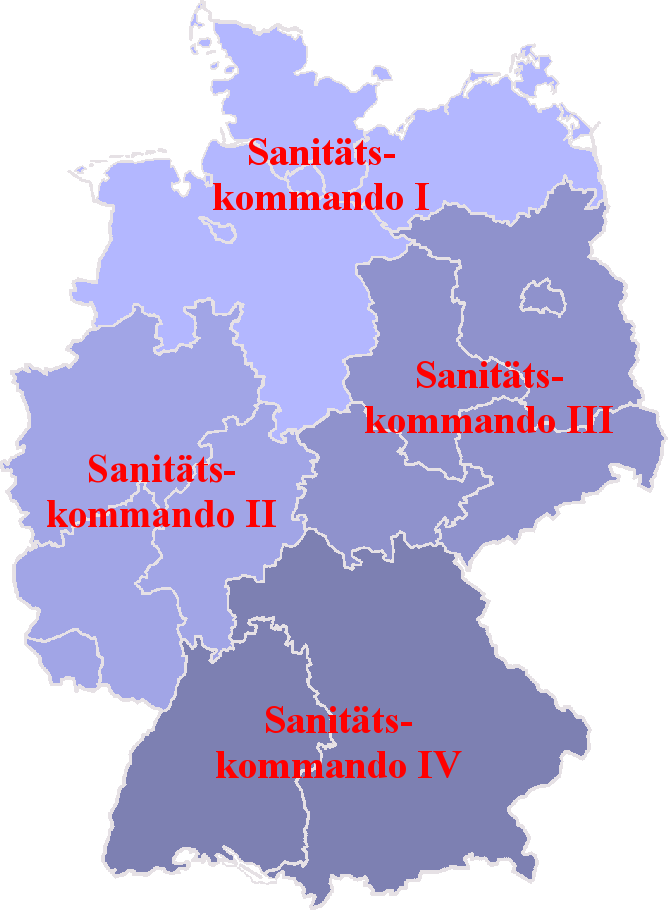
Territoriale Gliederung der Sanitätskommandos

Am 1. Oktober 2000 erfolgte im Rahmen der Bundeswehrreform die Aufstellung des Zentralen Sanitätsdienstes der Bundeswehr (ZSanDstBw) mit etwa 3.400 Soldaten. Dieser stellte keine eigene Teilstreitkraft dar, sondern nahm als militärischer Organisationsbereich (milOrgBer) querschnittliche Aufgaben für Heer, Luftwaffe, Marine und der damaligen Streitkräftebasis wahr.
In der neuen Führungsstruktur war der Inspekteur des Sanitätsdienstes der Bundeswehr der oberste Verantwortliche und führt den am 6. Mai 2002 gegründeten Führungsstab des Sanitätsdienstes (Fü San) im Bundesministerium der Verteidigung und ist Leiter des Fachdienstes Sanitätsdienst. Diesem untersteht das Sanitätsamt der Bundeswehr (SanABw) und das am 3. Juli 2001 aufgestellte Sanitätsführungskommando (SanFüKdo).
Das Sanitätsführungskommando (SanFüKdo) in Koblenz führte als eine der beiden höheren Kommandobehörden des Zentralen Sanitätsdienstes der Bundeswehr (ZSanDstBw) die vier Sanitätskommandos sowie das Kommando Schnelle Einsatzkräfte Sanitätsdienst (Kdo SES) mit den Standorten Leer und Schwanewede. Jedem Sanitätskommando unterstanden ein bis zwei Bundeswehrkrankenhäuser, jeweils ein Sanitäts- und ein Lazarettregiment und alle Einrichtungen für die ambulante allgemeinmedizinische und die fachärztliche sowie die zahnärztliche Versorgung.
Die Entscheidung des Inspekteurs des Sanitätsdienstes der Bundeswehr, Admiraloberstabsarzt Karsten Ocker, vom 12. Januar 2006, die sanitätsdienstliche Versorgung der Eingreifkräfte an die neuen Einsatzerfordernisse anzupassen und damit den sicherheitspolitischen Veränderungen der letzten Jahre, hier insbesondere in den Bereichen der NATO (NRF), der Europäischen Union (EU BG) und den Vereinten Nationen (UN), gerecht zu werden, hat eine Anpassung der Strukturen notwendig gemacht.
Vor diesem Hintergrund wurden das Kdo SES (alt) sowie das Sanitätsregiment 12 im Jahr 2007 aufgelöst. Am 1. Juli 2007 wurde daraus nach funktionalen Kriterien ein gemeinsamer Verband an den Standorten Leer und Schwanewede neu aufgestellt. Dieser trägt ebenfalls die bereits im Jahr 2003 gewählte Bezeichnung: Kommando Schnelle Einsatzkräfte Sanitätsdienst „Ostfriesland“ (Kdo SES). Der Standort Schwanewede wird bis Ende 2015 aufgelöst.
Am 12. Oktober 2006 wurde das Zentrum für Einsatzausbildung und Übungen des Sanitätsdienstes der Bundeswehr (ZEinsAusbÜbSanDst) in Feldkirchen-Mitterharthausen aufgestellt und der Sanitätsakademie unterstellt. um der zunehmenden Auslandseinsatz-Verwendung der Soldaten der Bundeswehr und der hiermit verbundenen Fürsorgepflicht der Bundeswehr gerecht werden zu können.

### Neuausrichtung der Bundeswehr
Am 1. Oktober 2012 erfolgte die Aufstellung des Kommando Sanitätsdienst der Bundeswehr (KdoSanDstBw) im Rahmen der Neuausrichtung der Bundeswehr am 1. Oktober 2012 in Koblenz und ist die dem Bundesministerium der Verteidigung unmittelbar nachgeordnete Höhere Kommandobehörde mit truppen-, fachdienstlicher und fachlicher Führungsverantwortung für den Zentralen Sanitätsdienst. Das Kommando ist zugleich Stab des Inspekteurs des Sanitätsdienstes der Bundeswehr. Das Kommando Sanitätsdienst hat dabei Teile der Aufgaben des Führungsstabes des Sanitätsdienstes, des am 31. Dezember 2012 aufgelösten Sanitätsführungskommandos und des zum 31. Dezember 2013 aufzulösende Sanitätsamtes der Bundeswehr übernommen.
Am 1. Januar 2013 wurde das Kommando Sanitätsdienstliche Einsatzunterstützung (Kdo SanEinsUstg) in Weißenfels aufgestellt. Es ist das truppendienstliche Führungskommando für die Verbände der Sanitätstruppe (Sanitätsregiment 32, Lazarettregiment 31) und nimmt die Truppenstelleraufgaben für den Einsatz und einsatzgleiche Verpflichtungen des Zentralen Sanitätsdienstes der Bundeswehr wahr.
Ihm unterstellt ist das Kommando Schnelle Einsatzkräfte Sanitätsdienst (Kdo SES).
Ebenfalls am 1. Januar 2013 erfolgte die Aufstellung des Kommandos Regionale Sanitätsdienstliche Unterstützung (Kdo RegSanUstg) in Diez. Es ist das truppen- und fachdienstliches Führungskommando für die Fachsanitätszentren in Augustdorf, Bonn, Erfurt, Fritzlar, Idar-Oberstein, Köln-Wahn und Leipzig, die Sanitätszentren in Aachen, Ahlen, Berlin, Burg, Cochem, Dresden, Frankenberg, Bad Frankenhausen, Germersheim, Havelberg, Höxter, Kerpen, Köln, Lahnstein, Merzig, Münster, Rennerod, Rheine, Bad Salzungen, Schwielowsee, Schönewalde, Strausberg, Stadtallendorf, Weißenfels und Zweibrücken und ab 2014 für bis zu 15 Sanitätsunterstützungszentren und mindestens 110 Sanitätsversorgungszentren sowie das Sportmedizinische Institut der Bundeswehr (SportMedInstBw) in Warendorf. Es stellt die ambulante ärztliche und zahnärztliche Versorgung der Soldatinnen und Soldaten im Inland sowie die Ausbildungs- und Übungsunterstützung der Streitkräfte sicher. Darüber hinaus stellt es Kräfte für die sanitätsdienstliche Einsatzversorgung (Ebene/ Role 1) bereit. Das Kommando übernahm dabei einen Teil der Aufgaben des aufgelösten Sanitätsamtes der Bundeswehr sowie der aufgelösten bzw. aufzulösenden Sanitätskommandos.
Als letzter Baustein der Neuausrichtung des Sanitätsdienstes der Bundeswehr ist die Neustrukturierung der Institutslandschaft. Ab 2017 (geplant war 2016, was sich aber als nicht realisierbar herausstellte) wird es nur noch zwei Zentrale Institute des Sanitätsdienstes der Bundeswehr geben und zwar in Kiel und München. In Berlin wird es eine Außenstelle des Kieler Institutes weiterhin geben und am Standort Koblenz eine Außenstelle vom Münchner Institut. Die Fachinstitute werden die bisherigen Institute für Pharmazie und Toxikologie, Mikrobiologie und Radiobiologie sein, neu hinzukommen wird das neu zu gründende Institut für Präventivmedizin der Bundeswehr. Dieses wird aus dem Institut für Wehrmedizinalstatistik und Berichtswesen der Bundeswehr, der Laborabteilung IV des Zentralen Institutes der Bundeswehr Koblenz und dem Institut für den Medizinischen Arbeits- und Umweltschutz der Bundeswehr entstehen.